# Берд-Айленд (Міннесота)
Берд-Айленд (англ. Bird Island) — місто (англ. city) в США, в окрузі Ренвілл штату Міннесота. Населення — 1005 осіб (2020).

## Географія
Берд-Айленд розташований за координатами 44°45′53″ пн. ш. 94°53′42″ зх. д. / 44.76472° пн. ш. 94.89500° зх. д. (44.764694, -94.895017).  За даними Бюро перепису населення США в 2010 році місто мало площу 3,97 км², уся площа — суходіл.

## Демографія
Згідно з переписом 2010 року, у місті мешкали 1042 особи в 487 домогосподарствах у складі 274 родин. Густота населення становила 262 особи/км².  Було 547 помешкань (138/км²).
Расовий склад населення:
| - 97,2 % — білих - 0,4 % — чорних або афроамериканців - 0,2 % — вихідців з тихоокеанських островів - 0,2 % — азіатів - 1,2 % — осіб інших рас |

До двох чи більше рас належало 0,9 %. Частка іспаномовних становила 3,2 % від усіх жителів.
За віковим діапазоном населення розподілялося таким чином: 20,2 % — особи молодші 18 років, 59,3 % — особи у віці 18—64 років, 20,5 % — особи у віці 65 років та старші. Медіана віку мешканця становила 48,4 року. На 100 осіб жіночої статі у місті припадало 99,2 чоловіків;  на 100 жінок у віці від 18 років та старших — 100,7 чоловіків також старших 18 років.
Середній дохід на одне домашнє господарство  становив 62 824 долари США (медіана — 41 528), а середній дохід на одну сім'ю — 83 980 доларів (медіана — 57 813). Медіана доходів становила 50 341 долар для чоловіків та 40 500 доларів для жінок. За межею бідності перебувало 18,7 % осіб, у тому числі 37,3 % дітей у віці до 18 років та 11,6 % осіб у віці 65 років та старших.
Цивільне працевлаштоване населення становило 390 осіб. Основні галузі зайнятості: освіта, охорона здоров'я та соціальна допомога — 26,7 %, будівництво — 13,8 %, роздрібна торгівля — 9,0 %, сільське господарство, лісництво, риболовля — 7,4 %.